# Kautzsch (Kreischa)

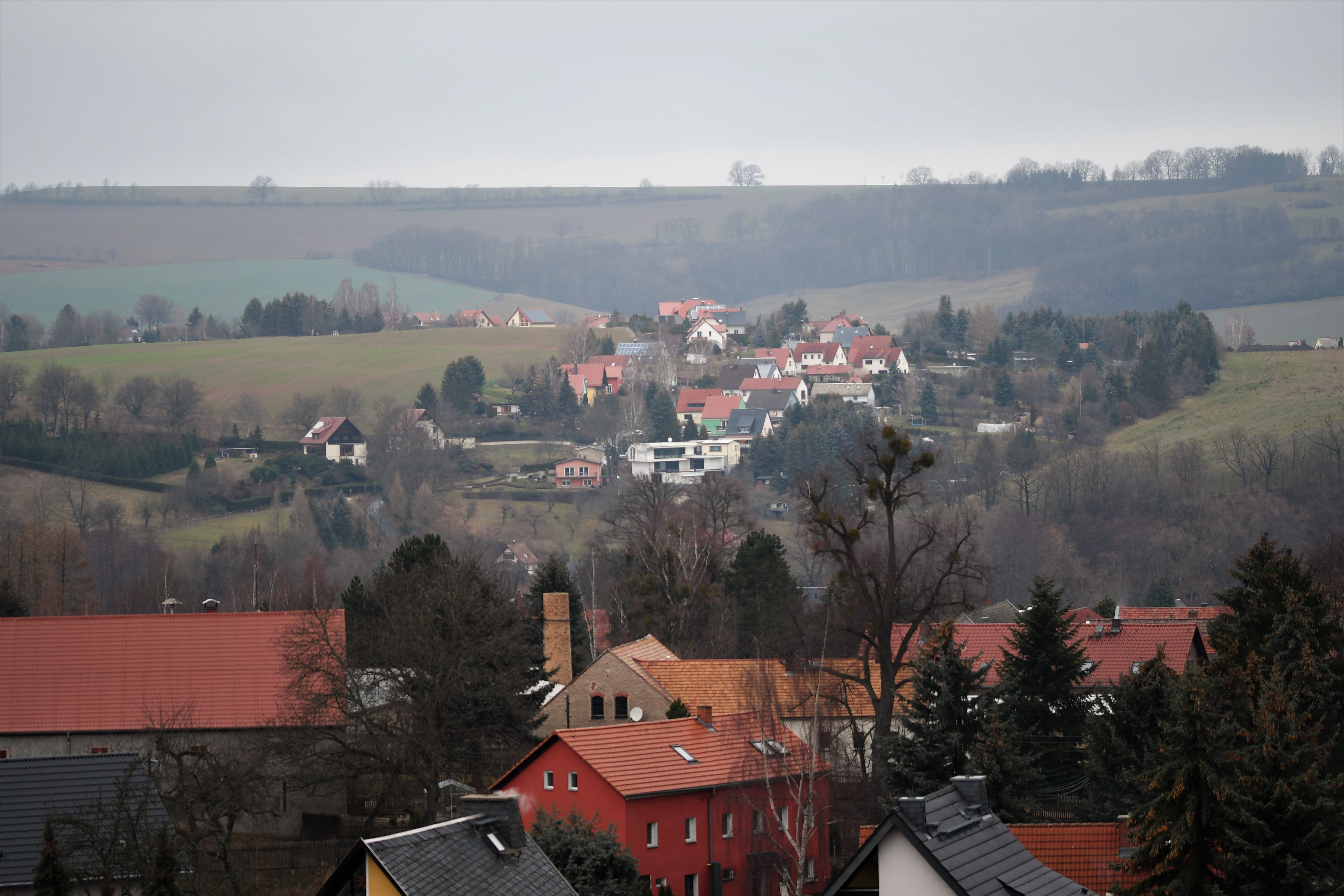
Blick von Gombsen auf Kautzsch

Kautzsch ist ein Ortsteil der sächsischen Gemeinde Kreischa im Landkreis Sächsische Schweiz-Osterzgebirge.

## Geografie

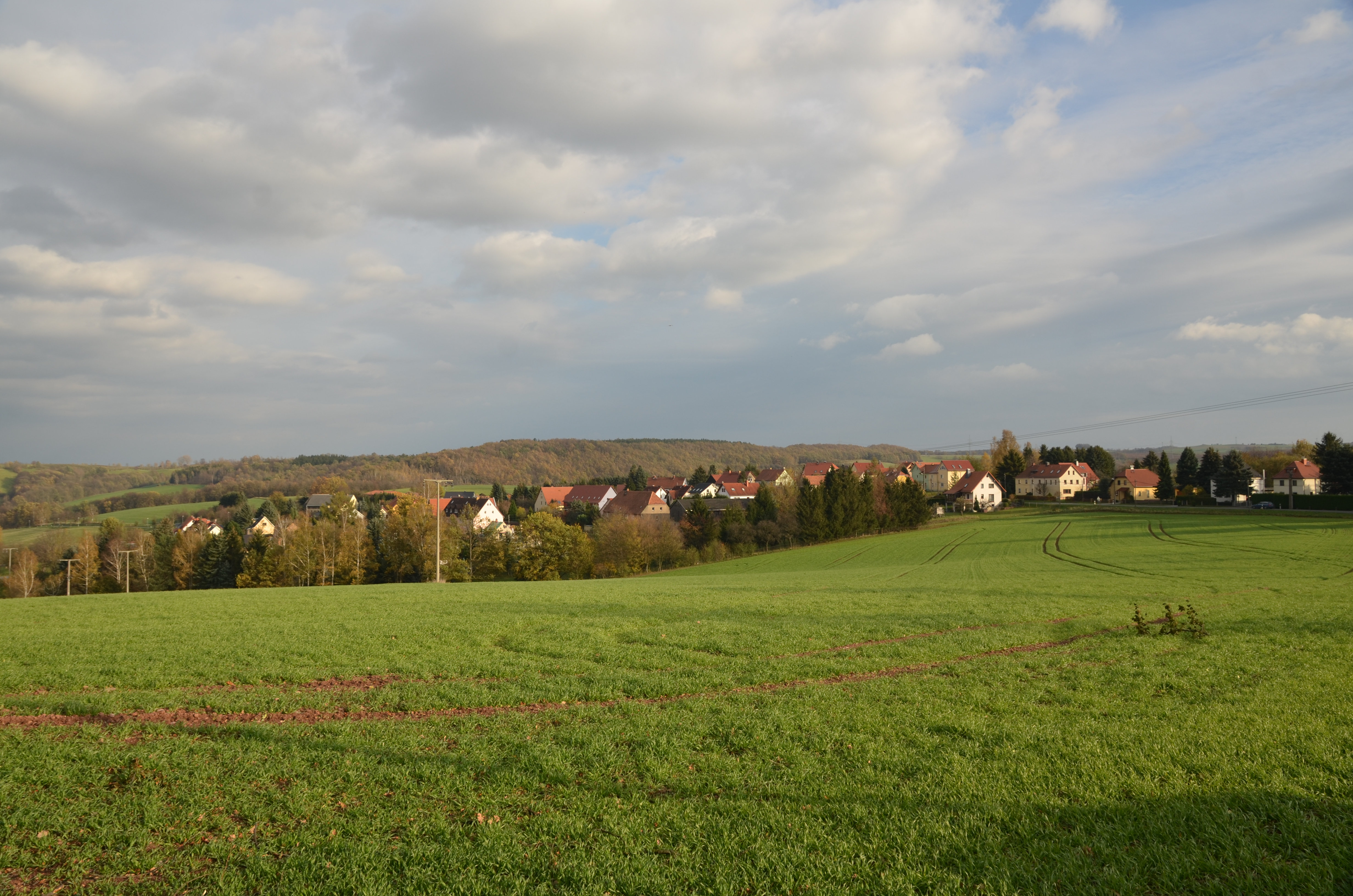
Blick von Kleba auf Kautzsch, im Hintergrund der Höhenzug vom Blauberg zum Langen Berg bei Gombsen (2017)

### Lage
Kautzsch liegt südlich der Landeshauptstadt Dresden und etwa drei Kilometer nördlich von Kreischa. Die Siedlungsanlage erstreckt sich von einer Hochfläche bis in das um etwa 40 Meter niedrige Tälchen von Bärenklause hinab, das die Lockwitz bei der Hummelmühle erreicht. Dieser Taleinschnitt wird Respe oder Rospe genannt (mittelhochdeutsch rispe = Gezweig, Gesträuch). Aus dem 20. Jahrhundert stammen die Ortsausbauten an der Straße nach der Brandmühle und der ehemaligen Schule ins Lockwitztal.
Das Platzdorf weist einen Landschaftsraum mit Blockfluren und gewannähnliche Streifenfluren auf.

### Nachbarorte
| Kleba       | Bärenklause                                 | Burgstädtel |
| Theisewitz  | Kompassrose, die auf Nachbargemeinden zeigt |             |
| Zscheckwitz | Kreischa                                    | Gombsen     |

## Geschichte
Die erste urkundliche Erwähnung von 1288 nennt die Siedlung Cudescowe (altsorbisch), 1350 heißt es Kushicz, dann Kussewitz (1408) und im 16. Jahrhundert wurde in Groß- und Kleinkauczsch getrennt. Das gassenartige Platzdorf wechselte im Laufe der Zeit oft seinen Besitzer, hatte zeitweise sogar zwei. So gehörte im 17. und 18. Jahrhundert das Dorf zum Rittergut Zscheckwitz, die „Schenke im Grunde“, der Gasthof Kautzsch, die Schmiede mit Schankgerechtigkeit an der oberen Straße und Kleinkautzsch aber zum Gut Borthen. Dementsprechend war Kautzsch auch unter die Verwaltungsämter Dresden und Pirna geteilt, gepfarrt war es stets nach Kreischa.
1839 wurde Kautzsch eine selbständige Gemeinde in der Amtsmannschaft Dippoldiswalde. 1935 schloss es sich mit Bärenklause zu einer Verwaltungseinheit Bärenklause-Kautzsch zusammen. Die ehemalige Bauernsiedlung wandelte sich langsam zu einer Arbeiterwohnsiedlung mit eingeschossigen Wohngebäuden.
1910 gründete die Gemeinde ein eigenes Schulwesen. Das ehemalige Schulhaus am Ortsausgang in Richtung Hornschenke war aufgrund seiner Höhenlage landschaftsprägend, bis der markante Turm mit der Schuluhr bei einer Sanierung entfernt wurde.
Die Brandmühle, die 1721 zwei Gänge hatte, war bis 1945 als Mahlmühle in Betrieb. Anhand der Radkammer, in der das unterschlächtige Wasserrad lief, ist sie noch zu erkennen. Der Schlussstein des Korbbogengewändes der Haustür gibt als Baujahr 1803 an.